# The 4400

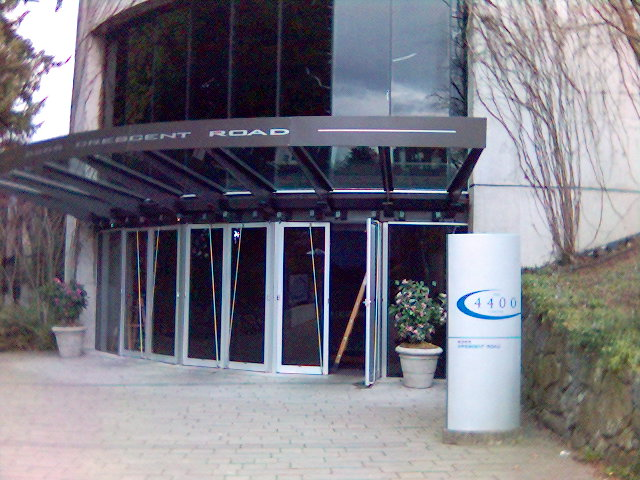
Het Chan Centre van de University of British Columbia als het 4400 hoofdkwartier tijdens de opnames van The 4400 (foto genomen op 6 maart 2006)

The 4400 is een Amerikaanse sciencefictionserie bedacht en geschreven door Scott Peters en René Echevarria. De eerste aflevering werd uitgezonden in 2004 in de Verenigde Staten. Op 18 december 2007 maakte bedenker Scott Peters bekend dat de serie na vier seizoen zou stoppen.
De serie is geproduceerd door CBS Paramount Network Television in samenwerking met onder andere Sky Television voor Sky One, en is opgenomen in Vancouver, Canada. De hoofdpersonages van Tom en Diana werden vertolkt door de acteurs Joel Gretsch en Jacqueline McKenzie.
De titelmuziek van de serie, A Place in Time, werd geschreven door Robert Phillips en Tim Paruskewitz en gezongen door Amanda Abizaid.
In Nederland werden de eerste twee seizoenen van de serie uitgezonden door Talpa in 2005-2006.
In 2018 gaf The CW Television Network aan dat er plannen waren voor een reboot en in oktober 2021 werd de nieuwe serie 4400 voor het eerst uitgezonden. Het kwam echter niet verder dan één seizoen: in mei 2022 meldde CW dat de serie al weer werd stopgezet.

## Verhaal
In de pilot-aflevering worden 4400 mensen door een vreemde lichtbol, die in eerste instantie voor een komeet wordt aangezien, gedropt op Highland Beach, in de Cascade Range, nabij Mount Rainier, Washington. Alle 4400 mensen zijn in de loop der jaren, vanaf 1946, in een straal wit licht verdwenen. Na hun terugkeer blijkt dat geen van hen ook maar één dag ouder is geworden. Ze zijn gedesoriënteerd en hebben geen idee wat er met hen en met de wereld gebeurd is sinds hun verdwijning. Het blijkt later in de serie dat sommigen van de teruggekeerden over speciale gaven beschikken.

## Afleveringen
Het vierde seizoen was tevens het einde van de serie. In de boeken Welcome to Promise City (ISBN 978-1416543220) en Promises Broken (ISBN 978-1416543237) is het vervolg van het verhaal beschreven.

## Rolverdeling
| Personage        | Acteur/actrice         |
| ---------------- | ---------------------- |
| Tom Baldwin      | Joel Gretsch           |
| Diana Skouris    | Jacqueline McKenzie    |
| Richard Tyler    | Mahershalalhashbaz Ali |
| Lily Moore Tyler | Laura Allen            |
| Shawn Farrell    | Patrick Flueger        |
| Isabelle Tyler   | Megalyn Echikunwoke    |
| Maia Skouris     | Conchita Campbell      |
| Nina Jarvis      | Samantha Ferris        |
| Alana Mareva     | Karina Lombard         |
| Dennis Ryland    | Peter Coyote           |
| Jordan Collier   | Billy Campbell         |
| Kyle Baldwin     | Chad Faust             |
| Danny Farrell    | Kaj-Erik Eriksen       |
| Nikki Hudson     | Brooke Nevin           |
| April Skouris    | Natasha Gregson Wagner |
| Kevin Burkhoff   | Jeffrey Combs          |
| Matthew Ross     | Garret Dillahunt       |
| Marco Pacella    | Richard Kahan          |
| Jed Garrity      | Kavan Smith            |